# Cesare in Egitto
Cesare in Egitto è un'opera in due atti di Giovanni Pacini, su libretto di Jacopo Ferretti. La prima rappresentazione ebbe luogo al Teatro Argentina di Roma nel 1821.

## Trama
La scena è in Alessandria
La trama segue le vicende, romanzate, di Giulio Cesare, approdato in Egitto durante la guerra contro Pompeo, del suo amore per Cleopatra e del suo conflitto col re corrente e fratello di quest'ultima, Tolomeo XIII.

### Atto I
Il popolo egiziano è turbato dall'arrivo di Giulio Cesare. Il re Tolomeo, tuttavia, è tranquillo: ha infatti fatto uccidere a tradimento il nemico del generale, Pompeo, ed in questo modo è sicuro di ingraziarselo. Tuttavia, al giungere di Cesare stesso, questi è inorridito dallo spettacolo della testa di Pompeo condotta su un vassoio, tanto da chiedere l'imprigionamento dell'esecutore del delitto, il generale Achillia, e di svolgere riti funebri per il nemico estinto. Nel frattempo, Cleopatra, sorella del re usurpata, progetta di sedurre Cesare per riguadagnare il soglio, anche con l'aiuto del fido Apollodoro e di alcuni soldati a lei fidi, mentre Tolomeo, fatto liberare Achillia, progetta di tornare dal dittatore per fargli cambiare idea. Quest'ultimo, disgustato dalla corte, pianifica di far vela verso la Siria a ricondurre Cleopatra, creduta esule lì, in patria per prendere il posto dell'iniquo fratello; tuttavia, Apollodoro la introduce nella tenda del generale nascosta in una cortina. Tuttavia, mentre i due si osservano e si innamorano, ritorna Tolomeo, al quale viene annunciato che i due fratelli si spartiranno il trono, per volontà di Cesare stesso. Il re egiziano ne è profondamente contrariato, e progetta con Achillia, anch'esso innamorato di Cleopatra, di far uccidere Cesare. Tuttavia, il colpo va a vuoto, ed il dittatore, scampato all'attentato, accusa Tolomeo di averlo progettato, dato che il generale egiziano vestiva del regio manto al momento del tentato omicidio. Il re non fa più nascoste le sue intenzioni, e fra Romani ed Egiziani scoppia la guerra.

### Atto II
Gli schieramenti di Cesare e Tolomeo si fronteggiano sul campo, annullando le ultime prospettive di pace. Poco dopo l'inizio della battaglia fra i due schieramenti, Achillia annuncia con gioia di aver ucciso Cesare, creduto affogato nelle acque del Nilo, presentando a Cleopatra come prova lo scudo ed il manto del dittatore. La donna si dispera, ma questa disperazione si trasforma in gioia quando viene annunciato da un coro festoso che Cesare è scampato alla morte, con scorno di Achillia e Tolomeo. Quest'ultima la rinchiude dunque nelle segrete del palazzo reale, annunciandole che quella sarebbe stata la sua tomba; nello stesso momento, alcuni soldati egiziani annunciano al re che Cesare, desideroso di vendetta, lo sfida nuovamente. Tolomeo si precipita sul campo con la spada in mano; poco dopo, però, è Cesare a giungere, annunciandole che Tolomeo è stato vinto e ucciso, e con lui Achillia, e che ora può regnare libera. Tuttavia, il dittatore le annuncia anche che deve lasciare forzatamente l'Egitto, per la guerra contro il re di Ponto Farnace. Cleopatra è afflitta dalla notizia, ma comprese le ragioni di Stato, lascia partire l'amato e lo benedice.

## Struttura musicale
- Sinfonia

### Atto I
- N. 1 - Introduzione e Cavatina di Tolomeo Che sarà? Quel suon lontano - Se finor non mai fu vano (Tolomeo, Apollodoro, Coro, Achillia)
- N. 2 - Coro e Cavatina di Cesare Vieni, Vieni, Guerriero del Fato - Pace bramo, e pace spero (Cesare, Coro)
- N. 3 - Duetto fra Cesare e Tolomeo Tu lo svenasti? Oh perfido!
- N. 4 - Coro e Cavatina di Cleopatra Ombra magnanima - Premo già, sognando il Soglio (Cleopatra, Coro)
- N. 5 - Terzetto fra Cleopatra, Cesare e Tolomeo Oh bel lampo lusinghiero
- N. 6 - Finale I Perché mai, tiranne stelle (Cesare, Achillia, Cleopatra, Coro, Tolomeo, Apollodoro, Idalide)

### Atto II
- N. 7 - Introduzione Del Dittator Romano (Coro, Achillia)
- N. 8 - Coro e Sestetto Cesare è grande in guerra - Nella mia mano (Cesare, Tolomeo, Cleopatra, Idalide, Achillia, Apollodoro)
- N. 9 - Aria di Cleopatra Ah! se bastasse il pianto (Cleopatra, Coro, Tolomeo, Achillia)
- N. 10 - Aria di Tolomeo Regna: la sorte istabile (Tolomeo, Cleopatra, Coro)
- N. 11 - Duetto Finale fra Cesare e Cleopatra Per pietà, nel dirmi: addio (Cesare, Cleopatra, Coro)